# 202-й скоростной бомбардировочный авиационный полк
Не следует путать с 202-м «А» бомбардировочным авиационным полком
202-й скоростной бомбардировочный авиационный полк, он же 202-й бомбардировочный авиационный полк — воинское подразделение вооружённых СССР в Великой Отечественной войне.

## История
Полк формировался в военном городке Касколовка Кингисеппского района Ленинградской области с ноября 1940 года в пятиэскадрильном составе бомбардировщиков СБ; днём рождения полка считается 1 января 1941 года.
В составе действующей армии во время ВОВ c 22 июня 1941 по 6 сентября 1941 и с 22 октября 1942 по 18 марта 1943 года.
На 22 июня 1941 года базируется в Керстово, имея в своём составе 13 самолётов СБ (в том числе 2 неисправных), по другим данным полностью укомплектованный летным составом полк располагал 18 СБ и 4 УСБ.
С первых дней войны совершает боевые вылеты против финских войск, так например 30 июня 1941 года бомбит финские танки в районе в районе озера Суури-Раут-Ярви. С 4 июля 1941 года наносит бомбовые удары по немецким мотомеханизированным и танковым частям у реки Западная Двина и переправам на реке. В середине июля 1941 года поддерживает с воздуха советские войска в ходе контрудара под Сольцами, бомбит плацдармы на Луге, так 21 июля 1941 года наносит удар по колоннам противника в районе города Луги, 27 июля 1941 года проводит разведку в районе Выборга. В целом, действует под Ленинградом, как на южных, так и на северных подступах к городу до конца августа 1941 года. Действовал с аэродрома Керстово, через две недели после начала войны перебазировался в Сумск, ещё через две недели на аэродром Торосово Волосовского района, затем до конца августа 1941 года действовал из Красногвардейска.
За период боевых действий на Ленинградском фронте с 22 июня 1941 год по 28 августа 1941 года полк произвёл 194 боевых вылета, сбросил в них 107 тонн бомб и 280 тысяч листовок. Отчитался об уничтожении около 100 танков и самоходных орудий, 2 железнодорожных эшелонов, 1400 различных автотранспортных средств и повозок, 7 самолётов, 4 переправ. За это же время полк потерял 12 самолётов, 5 лётчиков, 5 штурманов и 6 стрелков-радистов. 
28 августа 1941 года полк отведён в Тихвинский район на аэродром Сорожа передал оставшиеся самолёты в 10-й бомбардировочный авиационный полк, был переформирован в двухэскадрильный и 5 сентября 1941 года выбыл с фронта на переобучение и укомплектование в Новочеркасск (18-й запасной авиационный полк). С приближением немецких войск, полк 18 октября 1941 года маршем ушёл за Дон, а затем в Сальск. 15 декабря 1941 года перебазировался в Будённовск. 7 июля 1942 года переброшен в Чистополь. только в июле 1942 года получил 18 самолётов Пе-2, продолжив переобучение в Казани в 9-м запасном авиационном полку.
12 сентября 1942 года перелетел на аэродром Третьяково Московской области и ещё в течение месяца продолжал подготовку, и наконец с 22 октября 1942 года, перебазировавшись на аэродром Большое Ильино Калининского фронта, поступил в действующую армию. Поддерживал советские войска в ходе проведения второй Ржевско-Сычевской наступательной операции и Великолукской наступательной операции, так 9 декабря 1942 года наносит удар по городу Белый, 16 декабря, 26 декабря и 30 декабря 1942 года — по Великим Лукам. В январе 1943 года действует в окрестностях Великих Лук, так 6 января 1943 года под удар полка попали Алексеево и Громово, 7 января 1943 года — Конюшки, Пупково, Борщанка юго-западнее Великих Лук, Действовал на Калининском фронте с 24 ноября 1942 года до 1 февраля 1943 года, за это время произвёл 188 боевых вылетов, сбросив около 100 тонн авиационных бомб. Отчитался об уничтожении 117 автомашин, 112 танков и самоходных орудий, 5 складов с горючим и боеприпасами, около 15 артиллерийских и миномётных батарей, до 40 огневых точек и 55 железнодорожных вагонов. Разрушал железнодорожные пути на перегонах и станциях с прекращением движения на длительное время. Сбил 3 самолёта Bf-109 и один He-113, потерял 11 самолётов Пе-2, 10 лётчиков, 10 штурманов и 10 стрелков-радистов. 22 января 1943 года пополнен 9 экипажами.
1 февраля 1943 года перебазировался на аэродром Мякишево (Волховский фронт). До 21 февраля 1943 года действует под Ленинградом, действуя в интересах советских войск, которые пытались расширить прорыв блокады в южном направлении, произвёл около 30 боевых вылетов, отчитавшись об уничтожении 7 артиллерийских и миномётных батарей, 5 дзотов и блиндажей и около 10 железнодорожных вагонов.
21 февраля 1943 года в составе 19 экипажей перебазировался на аэродром Макарово на Северо-Западный фронт, вёл боевую работу в районах Демянска и Старой Руссы, так 15 марта 1943 года бомбит вражеский аэродром Гривочки. За время деятельности в этом районе произвёл 65 боевых вылетов, сбросил 53 тонны бомб, отчитался об уничтожении 8 артиллерийских и миномётных батарей, 17 огневых точек, 3 складов боеприпасов и горючего, около 170 автомашин, 45 танков. Потери составили 1 самолёт и два человека лётного состава.
С 18 марта 1943 года полк начал перебазирование на Бутурлиновский
аэродромный узел Воронежского фронта и в этот же день полк Приказом НКО СССР № 265 был преобразован в 81-й гвардейский бомбардировочный авиационный полк.

## Полное наименование
- 202-й скоростной бомбардировочный авиационный полк

## Подчинение
| Дата            | Фронт (округ)                   | Армия                | Корпус                                  | Дивизия                                    | Примечания          |
| --------------- | ------------------------------- | -------------------- | --------------------------------------- | ------------------------------------------ | ------------------- |
| 22.06.1941 года | Северный фронт                  | 23-я армия           | -                                       | 41-я авиационная дивизия                   | -                   |
| 01.07.1941 года | Северный фронт                  | 23-я армия           | -                                       | 41-я авиационная дивизия                   | -                   |
| 10.07.1941 года | Северный фронт                  | 23-я армия           | -                                       | 41-я авиационная дивизия                   | -                   |
| 01.08.1941 года | Северный фронт                  | -                    | -                                       | 41-я авиационная дивизия                   | -                   |
| 01.09.1941 года | Ленинградский фронт             | -                    | -                                       | 41-я авиационная дивизия                   | -                   |
| 01.10.1941 года | -                               | -                    | -                                       | -                                          | на переформировании |
| 01.11.1941 года | -                               | -                    | -                                       | -                                          | на переформировании |
| 01.12.1941 года | -                               | -                    | -                                       | -                                          | на переформировании |
| 01.01.1942 года | Резерв Ставки ВГК               | -                    | -                                       | -                                          | -                   |
| 01.02.1942 года | Северо-Кавказский военный округ | -                    | -                                       | -                                          | -                   |
| 01.03.1942 года | Северо-Кавказский военный округ | -                    | -                                       | -                                          | -                   |
| 01.04.1942 года | Северо-Кавказский военный округ | -                    | -                                       | -                                          | -                   |
| 01.05.1942 года | Северо-Кавказский военный округ | -                    | -                                       | -                                          | -                   |
| 01.06.1942 года | Северо-Кавказский военный округ | -                    | -                                       | -                                          | -                   |
| 01.07.1942 года | Северо-Кавказский военный округ | -                    | -                                       | -                                          | -                   |
| 01.08.1942 года | -                               | -                    | -                                       | -                                          | нет данных          |
| 01.09.1942 года | Резерв Ставки ВГК               | -                    | -                                       | -                                          | -                   |
| 01.10.1942 года | Резерв Ставки ВГК               | -                    | 1-й бомбардировочный авиационный корпус | 285-я бомбардировочная авиационная дивизия | -                   |
| 01.11.1942 года | Ставка ВГК                      | -                    | 1-й бомбардировочный авиационный корпус | 263-я бомбардировочная авиационная дивизия | -                   |
| 01.12.1942 года | Калининский фронт               | 3-я воздушная армия  | 1-й бомбардировочный авиационный корпус | 263-я бомбардировочная авиационная дивизия | -                   |
| 01.01.1943 года | Калининский фронт               | 3-я воздушная армия  | 1-й бомбардировочный авиационный корпус | 263-я бомбардировочная авиационная дивизия | -                   |
| 01.02.1943 года | Волховский фронт                | 14-я воздушная армия | 1-й бомбардировочный авиационный корпус | 263-я бомбардировочная авиационная дивизия | -                   |
| 01.03.1943 года | Северо-Западный фронт           | 14-я воздушная армия | 1-й бомбардировочный авиационный корпус | 263-я бомбардировочная авиационная дивизия | -                   |

## Командиры
- Ефимов, Николай Фёдорович, полковник — c 11.1940 по 06.07.1941, погиб
- Сенников, Сергей Петрович, майор, с 08.1942 подполковник, с 07.07.1941 по 18.03.1943